# Church Hill (Tennessee)
Church Hill é uma cidade localizada no estado norte-americano de Tennessee, no Condado de Hawkins.

## Demografia
Segundo o censo norte-americano de 2000, a sua população era de 5916 habitantes.
Em 2006, foi estimada uma população de 6552, um aumento de 636 (10.8%).

## Geografia
De acordo com o United States Census Bureau tem uma área de
24,3 km², dos quais 23,0 km² cobertos por terra e 1,3 km² cobertos por água. Church Hill localiza-se a aproximadamente 416 m acima do nível do mar.

## Localidades na vizinhança
O diagrama seguinte representa as localidades num raio de 20 km ao redor de Church Hill.